# 王濟 (晉朝)

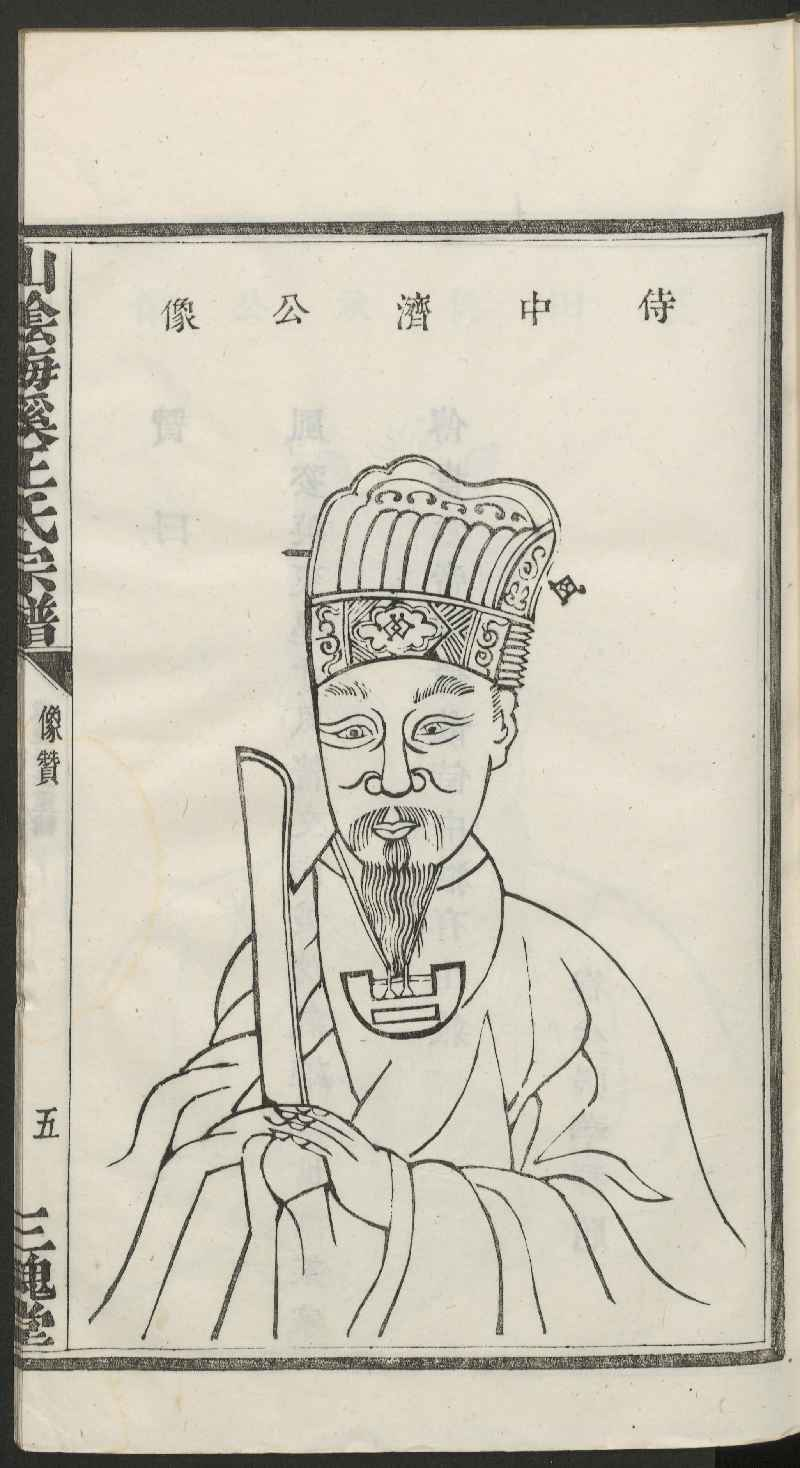
王濟

王濟（？—？），字武子，太原晉陽（今山西太原）人。西晉重要將領、司徒王渾的次子。

## 生平
王濟才華橫溢，善清言，愛《老子》、《莊子》和《易經》。又修飾辭令，文詞美妙而豐富；而且喜好射箭和騎馬，有過人的勇氣和氣力，可謂文武雙全。在當時與和嶠及裴楷齊名。後娶晉武帝司馬炎之姐常山公主。
王濟成年後曾任中書郎、驍騎將軍和侍中。任侍中時又與侍中孔恂、王恂及楊濟並稱為一時秀彥。連司馬炎亦都十分欣賞王濟，經常和他討論朝政得失；而他善於清言辭令，司馬炎亦日益親近他，議論者見此，多認為他是因為才能獲得升遷，而非姻親緣故。
然而，王濟雖然才能獲眾人稱許，但他私德卻相當失敗。王濟表面高雅，內心實則刻薄嫉妒，動不動就喜歡出口傷人，連朋友也因此多對他疏遠。其父親王渾與王濬不和，王濟亦以此時常排斥王濬，此舉令當時的人們私底下譏諷他。又，在政治黨派上，比起太子，王濟更傾向於齊王司馬攸，故當齊王司馬攸要被晉武帝飭令去籓時，王濟上表陳情，又累使公主與甄德得妻子長廣公主入宮，在晉武帝面前哭鬧，請武帝把司馬攸留下來。晉武帝因此被惹得很不高興，向侍中王戎憤怒地說道：「兄弟至親，今天我讓齊王去封國上任，是朕自己的家事，而甄德、王濟這兩人卻連遣婦人來哭鬧！你說這都算什麼事？」以王濟忤旨，平調國子祭酒，常侍如故。數年後，又入為侍中。
當時王渾為僕射，其部下有處事不當者，王濟都會明法繩之。平日裡王濟又與堂兄王佑有嫌隙，故王佑的同黨都說王濟對其父親的部下做出懲處，是一種不顧其父名聲與面子的表現，於是晉武帝開始信委王佑，而王濟則被斥外。之後，王濟出任河南尹，但還沒正式上任，就因為鞭打了河南王的官吏而被罷免。於是王濟乃移居北芒山下。後被任命為太僕。四十六歲時逝世，比父親早死，獲朝廷追贈驃騎將軍。

## 性格特徵
- 史載王濟風姿英爽、氣蓋一時。然而從他的種種行為來看，更像是不講禮數，隨興所欲。
- 王濟生性奢侈，曾在當時地貴的首都洛陽買地作為馬埒，並舖上金錢，當時的人都稱它為金溝。而且他的家食物亦都十分豐富，都存放在琉璃容器內。
- 王濟了解馬匹所想。有一次王濟騎馬，馬匹在一灘水前停下來不肯前進，王濟知道馬匹是不想馬匹身上的馬韉被污水沾污，於是將馬韉解去，馬匹及後即願意前行。杜预尝称王济有马癖。[1]

## 逸事
- 其父王浑任徐州刺史时，娶当地民女颜氏为后妻，但成礼时，观者认为新郎王浑作为长官不应该对身为民女的新娘答拜，于是王浑没有答拜。王济认为没有答拜就是没有成礼，不但不视颜氏为后母，还呼對方为“颜妾”。颜氏雖以为耻，却碍于王家的门第，始终不敢与王浑离婚。[2]
- 和嶠生性節儉，家中種有一種好的李樹，司馬炎要求之下，才捨不得地上貢了數十顆。然而王濟得知消息後，卻趁和嶠入宮值班時，帶著幾名無賴少年闖入和嶠的園子，不但吃光該李樹的果子，更把李樹斬了，揚長而去。
- 晉武帝曾問和嶠：「我如果先罵王濟，敲打敲打他，然後再給他官爵，你說他會感恩嗎？」和嶠回答：「以王濟的個性來看，恐怕他不吃這套吧。」武帝遂召來王濟，用原訂的方法試了一遍，既而問道：「你知愧不？」王濟回答：「您這種尺布鬥粟的把戲，只能在他人身上起作用，對我則不管用，我以此感到愧對陛下。」武帝聽了默然。
- 司馬炎曾到王濟家作客，並在家宴上品嘗過他的蒸人乳豬，覺得味道十分好，於是便問王濟為何這道菜味道這麼好，王濟回答說小豬是以人奶烹飪的。司馬炎聽後，認為王濟豪奢得過於浪費，當場拉下臉來，沒吃完飯就走了。[3]
- 王濟的老婆常山公主有殘疾（眼盲），個性又很兇悍，不准王濟寵愛別的女人，雖然如此，但夫妻兩人還是沒能生育。最終王濟的兩個兒子都是他跟別的妻妾生的。
- 東吳亡後，末帝孫皓被遷到洛陽。一次司馬炎與王濟下棋，孫皓陪坐在側，王濟隨口問他為何要剝人皮，孫皓見王濟此時雙腿在棋盤下伸直，甚為無禮，於是說對君主無禮的人當然要被剝皮，借此譏諷王濟。[4]
- 吳亡後，陸機、陸雲受召前往洛陽，陸機拜謁王武子，武子面前放了幾斛羊酪，指給陸機看，說：“江東何物能敵得過這個？”陸機說：“有千里湖的蒓羹，而且還不必加鹽豉呢！”後以千里純羹表讚譽、思戀故鄉。[5]
- 王濟要求與王愷打賭射箭，願出賭注銅錢一千萬文，來賭王愷飼養的名牛「八百里駮」（能行走八百里），王愷認為自己的射箭功夫頗精準，不會輸給王濟，更認為就算輸了，王濟也捨不得殺死這隻名牛才對。誰知王濟一射就中靶，立刻大搖大擺地坐在矮床上，命人挖了牛心烤來吃，並只喫一口就丟掉。[6]
- 孫楚一向敬重王濟，在王濟死後在屍身前慟哭，賓客莫不垂涕。王濟生前喜歡聽孫楚模仿驢的鳴叫，孫楚於是在他靈前叫了數次，就像真的一樣，令賓客們都大笑。孙楚卻回頭生氣的說：“使君辈存，令此人死！”[7]

## 評價
《晋书》评价王济：“少有逸才，风姿英爽，气盖一时，好弓马，勇力绝人，善《易》及《庄》、《老》，文词俊茂，伎艺过人，有名当世，与姊夫和峤及裴楷齐名。”又说他：“然外虽弘雅，而内多忌刻，好以言伤物，侪类以此少之。”
關於生活上的奢侈，《晋书》也有相關評價曰：“性豪侈，丽服玉食。”

## 家庭

### 父
- 王渾，曹魏及西晉時期將領。

### 母
- 鍾琰，鍾徽女，曹魏太傅鍾繇曾孫女。

### 兄弟
- 长兄王尚
- 三弟王澄
- 四弟王汶

### 姊妹
- 王令淑[來源請求]，嫁衛恒，生衛玠
- 王氏，嫁裴楷

### 子女
- 王卓，庶長子[8]。嗣子，給事中。
- 王聿，庶次子，襲嫡母常山公主爵位，封敏陽侯。

## 延伸阅读
[在维基数据编辑]
 《晉書/卷042》，出自房玄齡《晉書》